# Rusty Peden
Claude Francis „Rusty“ Peden (* 6. Januar 1916 in Victoria, British Columbia; † 23. Juni 1995 ebenda) war ein kanadischer Radrennfahrer und nationaler Meister im Radsport.

## Sportliche Laufbahn
Peden war im Straßenradsport und im Bahnradsport aktiv. 1936 startete er bei den Olympischen Sommerspielen in Berlin. Im olympischen Straßenrennen kam er nicht ins Ziel. Die kanadische Mannschaft mit Lionel Coleman, Rusty Peden, George Turner und George Crompton kam nicht in die Mannschaftswertung, da kein kanadischer Fahrer das Ziel erreichte. Auf der Bahn gewann er 1936 den Titel über eine Meile.

## Familiäres
Er war der Cousin von William Peden und Douglas Peden, die beide ebenfalls Radrennfahrer waren.